# Kyōiku mama

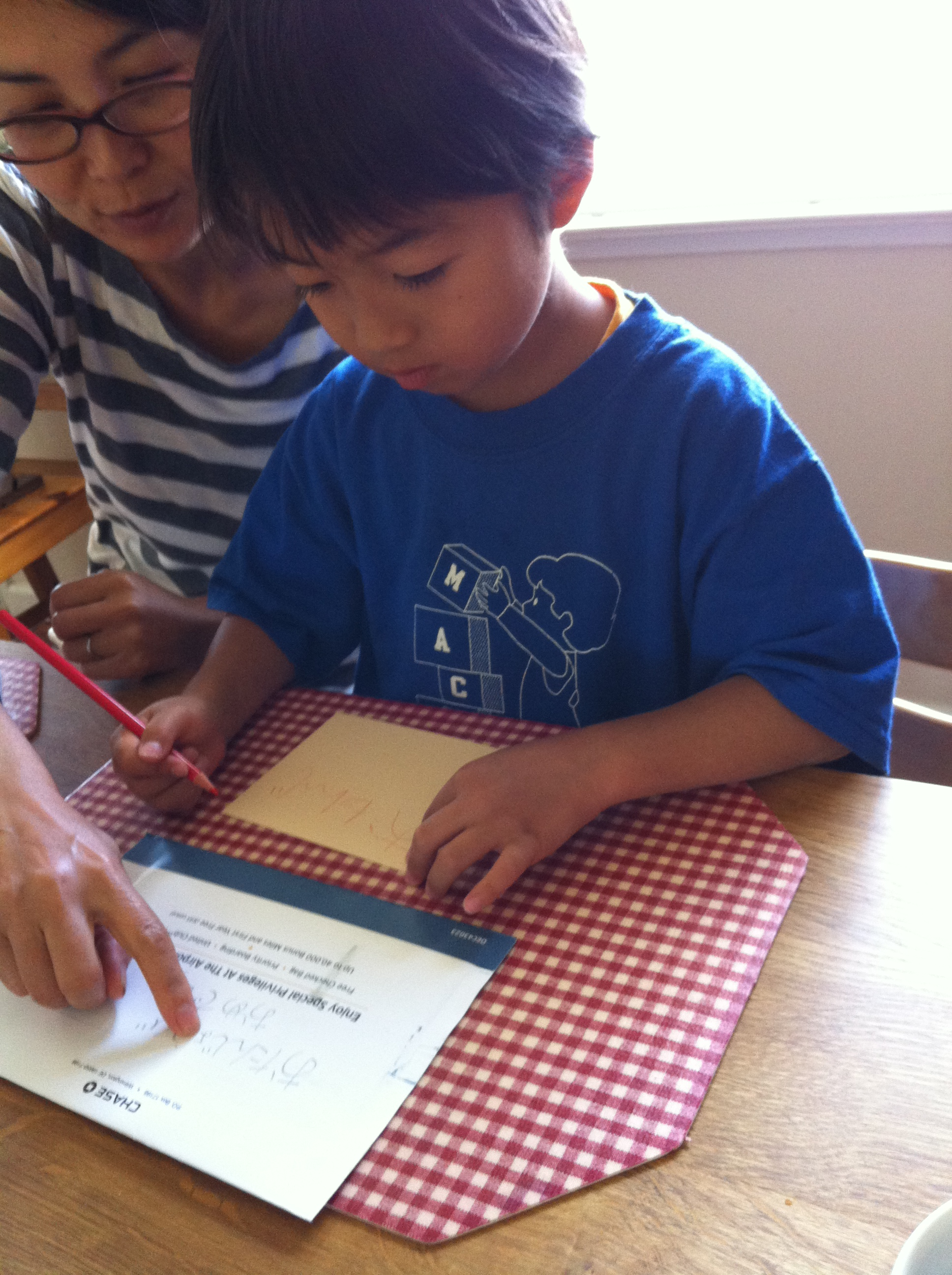
Une mère japonaise qui aide son enfant.

Kyōiku mama (教育ママ) est un terme péjoratif désignant les mères éducatrices au foyer au Japon, prêtes à tout sacrifier pour l'éducation de leurs enfants et leur réussite scolaire, et accusées de développer une pression morale excessive sur ceux-ci.

## Explication
Dans le système éducatif japonais, la course aux meilleures écoles et cours privés du soir (juku) a favorisé une idéologie du sacrifice au tout-à-l'effort, provoquant le phénomène de kyōiku mama.

## Cas extrêmes
Certains cas d'inceste mère-fils provenant des kyōiku mama ont été signalés, celles-ci visaient à décharger les garçons de leurs pulsions sexuelles qui les distrayaient de leur scolarité. Plusieurs feuilletons et des films notamment pornographiques ont même été réalisés sur la base de ces témoignages qui alimentent certains fantasmes. 